# Другата
„Другата“ (на испански: La otra) е мексиканска теленовела, създадена от Лиляна Абуд, режисирана от Бенхамин Кан и Родриго Саунбос, и продуцирана от Ернесто Алонсо за Телевиса през 2002 г.
В главните роли са Ядира Карийо, изпълняваща положителна и отрицателна, и Хуан Солер, а в отрицателните - Жаклин Андере, Серхио Сендел, Мануел Охеда и Вероника Хаспеадо.

## Сюжет
В една тъмна и бурна нощ, Бернарда, любовницата на Леополдо Гилен, заедно с двете си малки дъщери, Еухения и Карлота, отиват на погребението му. Синът на Леополдо, Роман, съпругата му и свещеникът им казват, че не са добре дошли, и Роман ги изхвърля на улицата.
Години по-късно, Карлота и Еухения посещават университета, където Карлота изучава музика, а Еухения – счетоводство. Бернарда облагодетелства Еухения, а в същото време се държи грубо с другата си дъщеря, казвайки ѝ, че „за нищо не става“.
В действителност, Карлота е тази, която е успешна, тъй като свири добре на пиано, освен това има и други артистични заложби. Бернарда е материална жена, решена да омъжи дъщерите си за богати мъже, за да може да запази материалното си и социално положение.
Бернарда не иска дъщерите ѝ да излизат, като ги държи затворени вкъщи. Карлота и Еухения, обаче, не могат да бъдат спрени. Еухения има връзка с Роман. Той е спал с нея, подтикнат от отмъщението.
Той смята, че тя е негова полусестра. Тя обаче не е дъщеря на Леополдо. Когато Бернарда и Карлота откриват, че Еухения е бременна, Бернарда я изпраща в малък град с домашната си помощница. Там Еухения се запознава с Корделия, която е идентична на Карлота.
Междувременно, Карлота започва връзка с младия лекар, Алваро, който ѝ предлага брак. Когато Бернарда разбира, тя категорично се противопоставя и прави многобройни интриги, с които да разбие връзката им.
В крайна сметка, деспотичната Бернарда се съгласява и дава своята благословия на Карлота. Разбира се, Бернарда винаги и за всичко има скрит мотив. Еухения ражда, а Бернарда ѝ разказва какво се е случило. Това се оказва причината за преждевременната смърт на Еухения, причинена от собствената ѝ майка.
В последните си мигове Еухения моли Томаса, помощницата си, да скрие бебето ѝ и да каже, че е умряло. Еухения проклина майка си и умира. Бернарда казва на всички, че е умряла Карлота. Алваро иска да види тялото на любимата си, но Бернарда отказва. Съкрушен от загубата, Алваро заедно със семейството си заминава за друг град. В същото време, Бернарда казва на Карлота, че Алваро я е изоставил. Тази лъжа съсипва младата жена – тя прави опит да се самоубие, но не успява, а само погубва нероденото си дете.
Корделия се запознава с Алваро. Тя използва своя външен вид и го съблазнява. Десет години по-късно, Карлота се е превърнала в сянка, поробена от Бернарда, а Алваро и Корделия имат семейни проблеми, които причиняват нещастието на собствената им дъщеря, Наталия.
В крайна сметка, Карлота ще се освободи от майка си... и от плячка ще се превърне в хищник. Тя ще отиде в къщата на Алваро и ще заеме мястото на другата.

## Актьори
Част от актьорския състав:
- Ядира Карийо – Карлота Гилен Саенс / Корделия Португал де Ибаниес
- Хуан Солер – Алваро Ибаниес Посада
- Жаклин Андере – Бернарда Саенс вдовица де Гилен
- Серхио Сендел – Адриан Ибаниес Кеведо
- Мануел Охеда – Хуан Педро Португал
- Алехандро Авила – Роман Гилен Кабайеро / Раул
- Еухенио Кобо – Отец Агустин
- Хорхе Варгас – Делфино Ариага
- Хулио Брачо Кастийо – Ласаро Ариага
- Асела Робинсън – Мирея Окампо Ерера
- Роса Мария Бианчи – Лупита Посада де Ибаниес
- Мати Уитрон – Фабиана Моралес
- Мерседес Молто – Еухения Гилен Саенс / Еухения Ариага Саенс
- Хосефина Ечанове – Томаса Лопес
- Вероника Хаспеадо – Аполония Португал
- Гастон Тусет – Д-р Салвадор Алманса
- Моника Санчес – Рехина Саласар Рубио
- Шантал Андере – Бернарда Саенс (млада)
- Елса Карденас – Марта Кабайеро вдовица де Гилен
- Силвия Манрикес – Марта Кабайеро де Гилен (млада)

## Премиера
Премиерата на Другата е на 20 май 2002 г. по Canal de las Estrellas. Последният 90. епизод е излъчен на 20 септември 2002 г.

## Награди и номинации
| Година | Церемония                    | Категория                            | Номинация      | Резултат     |
| ------ | ---------------------------- | ------------------------------------ | -------------- | ------------ |
| 2003   | Награди TVyNovelas           | Най-добра теленовела                 | Ернесто Алонсо | Печели       |
| 2003   | Награди TVyNovelas           | Най-добра актриса в главна роля      | Ядира Карийо   | Печели       |
| 2003   | Награди TVyNovelas           | Най-добър актьор в главна роля       | Хуан Солер     | Печели       |
| 2003   | Награди TVyNovelas           | Най-добра актриса в отрицателна роля | Жаклин Андере  | Номинирана   |
| 2003   | Награди TVyNovelas           | Най-добра първа актриса              | Жаклин Андере  | Печели       |
| 2003   | Награди TVyNovelas           | Най-добър актьор в отрицателна роля  | Серхио Сендел  | Номиниран(а) |
| 2003   | Награди TVyNovelas           | Най-добра актриса в поддържаща роля  | Асела Робинсън | Номиниран(а) |
| 2003   | Награди TVyNovelas           | Най-добро мъжко откритие             | Хулио Брачо    | Номиниран(а) |
| 2003   | Награди TVyNovelas           | Най-добър режисьор                   | Бенхамин Кан   | Номиниран(а) |
| 2003   | Награди El Heraldo de México | Най-добра теленовела                 | Ернесто Алонсо | Номиниран(а) |
| 2003   | Награди El Heraldo de México | Най-добра актриса в отрицателна роля | Жаклин Андере  | Номиниран(а) |
| 2003   | Награди El Heraldo de México | Най-добър режисьор                   | Бенхамин Кан   | Номиниран(а) |
| 2003   | Награди INTE                 | Теленовела на годината               | Ернесто Алонсо | Номиниран(а) |
| 2003   | Награди INTE                 | Актриса на годината                  | Ядира Карийо   | Номиниран(а) |
| 2003   | Награди INTE                 | Актьор на годината                   | Хуан Солер     | Номиниран(а) |
| 2003   | Награди INTE                 | Актриса в поддържаща роля            | Жаклин Андере  | Номиниран(а) |